# نیروگاه هسته‌ای هاماوکا
نیروگاه هسته‌ای هاماوکا (به لاتین: Hamaoka Nuclear Power Plant) یک نیروگاه هسته‌ای در ژاپن است که در اومائه‌زاکی، شیزوئوکا واقع شده‌است.